# 陳炳焜
陳 炳焜（ちん へいこん）は清末民初の軍人。桂軍（広西軍、広西派）の指導者の1人で、陸栄廷らを中心とする「旧広西派」（旧桂系）と呼ばれる集団の一員。字は舜琴。

## 事跡

### 旧桂系での台頭
1885年（光緒11年）、竜州に入り、広西提督衙門で衛士となり、事務方を主につとめた。以後数年間で、陸栄廷、譚浩明など、後の旧桂系指導者たちと知り合った。1891年（光緒17年）、鎮南営哨長に就任すると、軍指揮官として昇進を続ける。1904年（光緒30年）に陸栄廷の栄字営において、営務処兼附中営管帯に抜擢された。同年に起きた孫文（孫中山）の鎮南関蜂起においても、陳は孫文軍に占拠された砲台を奪回する軍功をあげている。1908年（光緒34年）に竜州で開設された広西陸軍講武堂で陳は学習する。卒業後に広西新軍が設立されると、陳は新軍第2標標統に任命された。
辛亥革命を経て、陸栄廷が広西都督として省の実権を握ると、1912年（民国元年）2月、陳炳焜は陸から都督府軍政司司長に任命された。翌年に陸が袁世凱から広西都督兼民政長に任命されると、陳は桂軍第1師師長に任命され、桂林に駐屯した。二次革命（第二革命）が勃発すると、陳は陸の命により、革命派を鎮圧した。民国3年（1914年）7月、陳は第1師師長兼桂林鎮守使となった。
1915年（民国4年）12月に袁世凱が皇帝に即位すると、陸栄廷は表面は賛意を示しながら、密かに反袁活動を開始した。陸は病気と称して故郷の武鳴に戻り、広西の事務を陳炳焜に一時委ねた。そして護国戦争（第三革命）勃発後の1916年（民国5年）3月15日に陸は広西の独立と反袁を宣言した。陸は自ら湖南省に進軍し（後に広東省へ向かう）、莫栄新を広東省に派兵し、陳は南寧の留守を預かった。これにより1週間後の3月22日に、袁は皇帝即位取消しに追い込まれ、6月6日に死去した。後任総統の黎元洪は、陸を広東督軍、陳を広西督軍にそれぞれ任命した。陳は軍の近代化をさらに進めるため、1917年（民国6年）5月に学兵模範営を設立し、日本留学経験者などを中心とした精鋭部隊の組織を進めている。

### 両広統治での不振
同年春、陸栄廷が両広巡閲使に任命されると、陳炳焜は広東督軍に異動した。その後、護法戦争でも陸に従い、陳も孫文側に参加した。しかし、広東の軍政の実権を握ろうとする陳は、広東省有力者で孫文直系の胡漢民や陳炯明と抗争し、これに圧力を加えた。しかも、陳の広東統治は極めて強圧的、かつ腐敗したものであったため、遂には陸ですら陳を擁護しきれなくなってしまった。11月、陳は広西軍務会弁に異動させられる形で、広西省へ戻されてしまう。1918年（民国7年）6月に広西省長に任命されたが、ここでも精彩を欠く。結局、1年で省長を辞職して柳州に隠棲してしまった。
1921年（民国10年）4月、再び陸栄廷から護軍使として任用され、広東進軍を画策した。しかし、逆に、孫文による広西討伐（「援桂」）を受けると、陳はこれに敗北して天津へ逃亡する。こうして、陳は完全に軍事・政治の舞台から失脚した。
1927年（民国16年）9月1日、柳州で死去。享年60（満58歳）。